# El Español de la Historia
El Español de la Historia é um programa de televisão espanhol do gênero jornalístico exibido pela Antena 3 em 2007. O programa é baseado no programa britânico 100 Greatest Britons da emissora BBC que também colabora na produção do programa.

## Lista

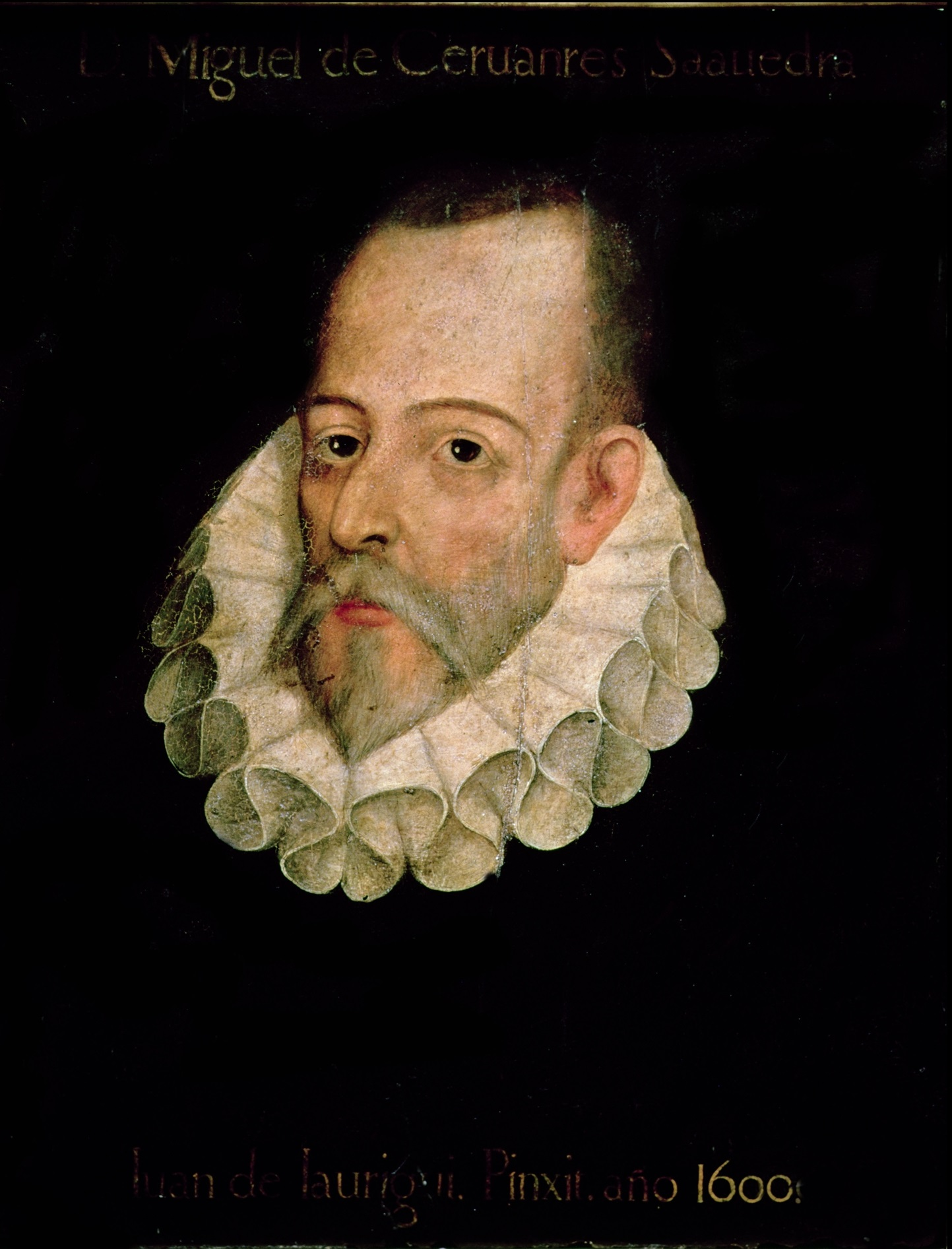
O novelista, poeta e pintor Miguel de Cervantes ficou em segundo lugar.

O historiador e físico Santiago Ramón y Cajal consagrou o sexto lugar.

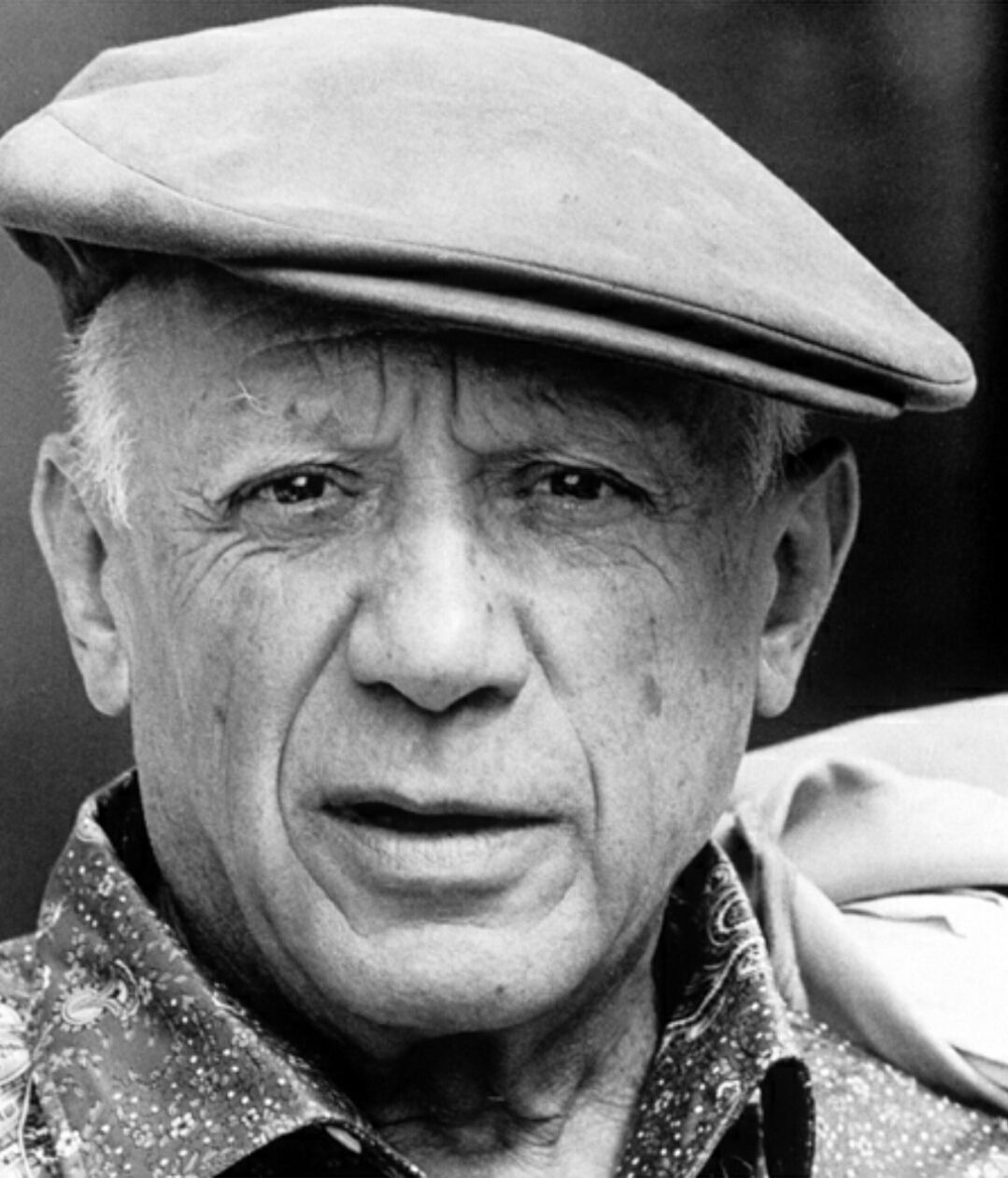
O pintor e escultor Pablo Picasso manteve-se em nono lugar.

1. Juan Carlos I
2. Miguel de Cervantes
3. Cristóbal Colón
4. Sofia de Grecia
5. Adolfo Suárez
6. Santiago Ramon y Cajal
7. Felipe de Borbón
8. Pablo Picasso
9. Santa Teresa de Jesús
10. Felipe González
11. Isabella I de Castilla
12. Severo Ochoa
13. Federico García Lorca
14. José Luis Rodríguez Zapatero
15. Letizia Ortiz
16. Salvador Dalí
17. Antoni Gaudí
18. Rodrigo Díaz de Vivar
19. Alfonso X
20. Fernando Alonso
21. Francisco de Goya
22. Francisco Franco
23. Antonio Machado
24. Miguel Indurain
25. Miguel Servet
26. Lola Flores
27. Felipe II
28. Carlos I
29. Rocío Jurado
30. Gregorio Marañón
31. Diego de Silva Velázquez
32. Isabel Pantoja
33. José Ortega y Gasset
34. Miguel de Unamuno
35. José María Aznar
36. Vicente Ferrer
37. Camilo José Cela
38. Pedro Duque
39. Dani Pedrosa
40. Pau Gasol
41. David Bisbal
42. Rafael Nadal
43. José Monje Camarón
44. Pelayo de las Asturias
45. Juan Ramón Jiménez
46. Santiago Carrillo
47. Antonio Banderas
48. San Ignacio de Loyola
49. Pedro Almodóvar
50. Juan Sebastián Elcano